# КК с.Оливер Вирцбург
КК с.Оливер Вирцбург је немачки кошаркашки клуб из Вирцбурга. Такмичи се у Бундеслиги Немачке.

## Историја
Клуб је основан 2007. године. Почео је да се такмичи у 4. рангу одакле се након две сезоне преселио један ранг више, а онда за две сезоне стигао од треће лиге до Бундеслиге. Већ у првој сезони у Бундеслиги остварили су највећи успех до сада, пласман у полуфинале плејофа где су заустављени од Улма. У сезони 2013/14. освојили су претпоследње место и испали у другу лигу, одакле су се већ након једне сезоне вратили у највиши ранг.
У европским такмичењима имају један наступ у Еврокупу у сезони 2012/13. када су испали већ након групне фазе.

## Имена клуба
- КК Вирцбург баскетс 2007—2010
- КК с.Оливер баскетс 2010—2016
- КК с.Оливер Вирцбург 2016—тренутно

## Познатији играчи
- Дирк Новицки
- Френк Робинсон
- Крешимир Лончар
- Владимир Михаиловић